# Tristan da Cunha zászlaja
Tristan da Cunha zászlaját 2001-ben fogadták el. Kék alapon a bal felső sarokban a brit lobogó, mellette a sziget címere. A címer tetején egy sisak, egy korona és egy vitorlás hajó látható, a címert pedig két tüskés homár tartja. A címerpajzs két részre van osztva, mindkét osztásban két-két albatrosz van, amelyek egy központi rombusz körül vannak elhelyezve. A címer alatt ez a szöveg olvasható: „Our Faith is Our Strength”.
A címeren megjelenő kék az óceánt, a fehér a havat jelképezi. A korona a brit uralomra utal, a hajó pedig a felfedezőkre és a halászokra, a négy albatrosz pedig a négy szigetet szimbolizálja.